# Nikolaï Golouchko
 (10 août 2025).
Le texte peut changer fréquemment, n’est peut-être pas à jour et peut manquer de recul. N’hésitez pas à participer, en veillant à citer vos sources.
Nikolaï Mikhaïlovitch Golouchko (en russe : Николай Михайлович Голушко), né le 21 juin 1937 à Andreevka (district de Rouzaïevsky, région du Kazakhstan-Septentrional, RSS du Kazakhstan, URSS) et mort le 10 août 2025 à Moscou (Russie), est une figure soviétique puis russe, dans les organes de sécurité de l'État de l'URSS, de l'Ukraine et de la Russie.
Président du KGB de la RSS d'Ukraine de 1987 à 1991, premier vice-ministre de la sécurité de la fédération de Russie de 1992 à 1993, ministre de la sécurité de la fédération de Russie en 1993 puis directeur du Service fédéral de contre-espionnage de la fédération de Russie de 1993 à 1994.
Il devient colonel général en 1992.

## Biographie
Diplômé de la Faculté de droit de l'université d'État de Tomsk en 1959.
De 1959 à 1963, il devient enquêteur au parquet de Kemerovo. Membre du PCUS entre 1963-1991. De 1963 à 1971, il est détective, puis détective principal du deuxième département du contre-espionnage de la direction du KGB de l'URSS dans la région de Kemerovo.
De 1971 à 1974, il est fait chef de département, puis chef adjoint du cinquième département lutte contre le sabotage idéologique de la direction du KGB pour la région de Kemerovo.
Entre 1974-1976, il devient chef du premier département du deuxième département de lutte contre le nationalisme de la cinquième direction du KGB de l'URSS.
En 1976, il est fait chef du deuxième département de la cinquième direction du KGB de l'URSS jusqu'en 1983.
Puis chef du cinquième département, puis sous-chef de la cinquième direction du KGB jusqu'en 1984.
En 1984, il devient premier chef adjoint du secrétariat du KGB, chef du service de garde du KGB.
De mai 1987 à septembre 1991, il est président du KGB de la RSS d'Ukraine, membre du Collégium du KGB de l'URSS.
Député du Conseil suprême de la RSS d'Ukraine de la 11e convocation.
De 1989 à 1991, Député du peuple de l'URSS de la circonscription territoriale no 449 de Korostyshevsky de la région de Jytomyr de la RSS d'Ukraine. Membre du comité du Soviet suprême de l'URSS sur les questions d'ordre public et de lutte contre la criminalité .
Membre du comité central du parti communiste d'Ukraine en 1990 - 1991
Entre le 20 septembre au 6 novembre 1991, il est président du Service de sécurité nationale de l'Ukraine,.
De novembre à décembre 1991, chef du secrétariat du KGB de l'URSS.
À partir du 24 janvier 1992 - vice-ministre de la Sécurité de la fédération de Russie, et à partir du 15 juin de la même année, premier vice-ministre de la Sécurité de la fédération de Russie .
Depuis le 23 décembre 1992 - premier vice-ministre - chef de cabinet du ministère de la Sécurité de la fédération de Russie .
Depuis le 28 juillet 1993, ministre de la Sécurité de la fédération de Russie .
Le 18 septembre 1993, par décret du président de la fédération de Russie B.N. Eltsine, il est nommé ministre de la Sécurité . Cependant, cette nomination n'a pas été convenue avec le Conseil suprême de Russie, comme l'exigent les articles 109 et 123 de la Constitution de la RSFSR en vigueur à l'époque et l'article 9 de la loi de la fédération de Russie "Sur le Conseil des ministres du gouvernement" de la fédération de Russie",, .
Du 21 décembre 1993 au 28 février 1994 - directeur du Service fédéral de contre-espionnage de la fédération de Russie, .
D'avril 1996 à 1998, il a travaillé comme conseiller du directeur du FSB de Russie . Depuis 2000 a été membre du conseil de surveillance de Garant-Invest Bank, président du conseil d'administration de Garant-Invest Bank, .
Nikolaï Golouchko meurt le 10 août 2025 à Moscou. Il est enterré à Moscou au cimetière de Troyekurovskoye.

### Famille
Marié, Nikolaï Golouchko a un fils ingénieur et trois petits-enfants .

## Distinctions
- Médaille "Pour service impeccable" I, II, III degrés (1973, 1978, 1983)[3]
- Ordre de l'insigne d'honneur (1977)[3]
- Officier honoraire de la sécurité de l'État (1979)[3]
- Ordre de l'étoile rouge (1982)[3]
- Ordre du Drapeau Rouge du Travail (1987)[3]
- Ordre "Pour le courage personnel" (7 octobre 1993) - pour le courage et la bravoure manifestés lors de la répression de la tentative de coup d'État les 3 et 4 octobre 1993 dans la ville de Moscou[22] .
- Médaille "En commémoration du 100e anniversaire de la naissance de Vladimir Ilitch Lénine"
- Médaille "Pour excellent service dans la protection de l'ordre public"
- Médaille du Jubilé "Vingt Ans de Victoire dans la Grande Guerre Patriotique 1941-1945"
- Médaille du jubilé "50 ans des forces armées de l'URSS"
- Médaille du jubilé "60 ans des forces armées de l'URSS"